# 保护原产地名称及其国际注册里斯本协定
《保护原产地名称及其国际注册里斯本协定》（Lisbon Agreement for the Protection of Appellations of Origin and their International Registration），简称里斯本协定，是1958年10月31日在葡萄牙首都里斯本通过的一个国际条约。其目标是为在国际范围内保护地理标志提供具有灵活性的国际法律框架。该条约于1966年生效，1967年，1979年进行了修订。现由世界知识产权组织负责管理。截至2015年5月，共有28个缔约方，有1000个原产地名称根据条约进行了登记。
2015年5月21日，在瑞士日内瓦举行的外交会议，通过了《保护原产地名称及国际注册里斯本协定》新文本。新文本将在恪守里斯本体系、原则和宗旨的同时，使其对于国家和用户更具吸引力。